# Run (песня Snow Patrol)
«Run» — песня альтернативной рок-группы Snow Patrol, изданная в качестве третьего сингла с их третьего альбома Final Straw 26 февраля 2004 года. Песня достигла 5 позиции в британском чарте синглов, став первым синглом группы, успешно выступившим в хит-парадах. Кавер-версии песни исполнялись Tre Lux, Three Graces и Леоной Льюис.

## Информация о песне
«Run» прозвучала в альбоме, изданном телешоу Top Gear — Top Gear: The Ultimate Driving Experience, в фильме Чамскраббер, телесериалах Rescue Me, Доктор Кто: Конфиденциально, Детектив Раш, Иерихон, Холм одного дерева, Бешеные псы; трейлерах фильма Спасатель и мини-сериала Empire Falls.
Видеоклип к песне снимался в Эссексе; режиссёром стал Пол Гор.

## Список композиций
10"
Тираж составил всего 500 экземпляров.
A: «Run» (Jackknife Lee Remix) — 7:27
B: «Run» (Freelance Hellraiser Remix) — 3:59
CD
1. «Run» (видеоклип)
2. «Post Punk Progression» — 3:23
3. «Spitting Games» (2001 Country Version) — 4:18

7"
A: «Run» — 5:55
B: «Post Punk Progression» — 3:23
iTunes digital download
1. «Run» (Live From Edinburgh) — 6:01

UK Promo CD
1. «Run» (Radio Edit) — 4:18

US Promo CD
1. «Run» (Radio Edit) — 4:18
2. «Run» (Album Version) — 5:55

## Позиции в чартах
Песня достигла 5 места в британском чарте синглов, в 2008 году она вновь попала в хит-парад после её исполнения Леоной Льюис на телешоу The X Factor
| Чарт (2004—2010)            | Лучший результат |
| --------------------------- | ---------------- |
| Australian Singles Chart    | 76               |
| Irish Singles Chart         | 25               |
| UK Singles Chart            | 5                |
| UK Official Download Chart  | 38               |
| Dutch Single Top 100        | 71               |
| Dutch Top 40                | 22               |
| Billboard Alternative Songs | 15               |

| Чарт             | Год    | Лучший результат |
| ---------------- | ------ | ---------------- |
| UK Singles Chart | (2007) | 147              |
| UK Singles Chart | (2008) | 28               |
| UK Singles Chart | (2009) | 63               |

## Версия Леоны Льюис
Кавер-версия «Run» Леоны Льюис была издана в качестве сингла с альбома Spirit: The Deluxe Edition в ноябре 2008 года; за два дня после выхода сингла было продано 69.244 копий через цифровую дистрибуцию.
Леона Льюис впервые исполнила «Run» на телешоу The Jo Whiley Show; ведущий Джо уайли заявил, что во время исполнения «люди плакали».
В сентябре 2008 года певица записала студийную версию песни, которая вошла в переиздание её альбома — Spirit: The Deluxe Edition и была издана в виде сингла. Видеоклип «Run» был снят в Южной Африке; режиссёром стал Джейк Нава.
15 ноября 2008 года «Run» Льюис выступила с «Run» в пятом сезоне шоу The X Factor; Саймон Ковелл охарактеризовал его как «абсолютно невероятное». Вокалист Snow patrol Гари Лайтбоди хорошо отозвался о кавер-версии Льюис, назвав исполнение «феноменальным», а саму певицу — новой Уитни Хьюстон. Положительные отзывы оставили издания Music Radar, Newsround, Digital Spy. The Sentinel заявил, что кавер-версия получилась намного лучше оригинала.
Кавер-версия Льюис прозвучала в 14-м эпизоде 1-го сезона сериала Дневники вампира.

### Позиции в чартах
| Чарт (2008—2010)                        | Высшая позиция |
| --------------------------------------- | -------------- |
| Австралия (ARIA)                        | 78             |
| Австрия (Ö3 Austria Top 40)             | 1              |
| Канада (Billboard Canadian Hot 100)     | 13             |
| Europe (European Hot 100 Singles)       | 6              |
| Финляндия (Suomen virallinen lista)     | 7              |
| Германия (GfK)                          | 3              |
| German Airplay (Official German Charts) | 18             |
| Ирландия (IRMA)                         | 1              |
| Luxembourg Digital Songs (Billboard)    | 3              |
| Netherlands (Dutch Top 40 Tipparade)    | 4              |
| Нидерланды (Single Top 100)             | 77             |
| Portugal Digital Songs (Billboard)      | 1              |
| Словакия (Rádio — Top 100)              | 34             |
| Швеция (Sverigetopplistan)              | 13             |
| Швейцария (Schweizer Hitparade)         | 2              |
| Великобритания (OCC UK Singles)         | 1              |
| США (Billboard Hot 100)                 | 81             |

 Годовой чарт 
| Чарт (2009)            | Позиция |
| ---------------------- | ------- |
| Austrian Singles Chart | 22      |
| UK Singles Chart       | 63      |
| Swiss Singles Chart    | 13      |
| Чарт (2010)            | Позиция |
| German Singles Chart   | 38      |
| Swiss Singles Chart    | 73      |

Чарты десятилетия
| Чарт (2000—2009)               | Позиция |
| ------------------------------ | ------- |
| UK Top 100 Songs of the Decade | 45      |

Чарты «на все времена»
| Чарт              | Позиция |
| ----------------- | ------- |
| UK Download Chart | 16      |

### Хронология релизов
| Страна         | Дата             | Лейбл      | Формат                   |
| -------------- | ---------------- | ---------- | ------------------------ |
| Ирландия       | 14 ноября 2008   | Syco Music | цифровая дистрибуция     |
| Великобритания | 30 ноября 2008   | Syco Music | цифровая дистрибуция     |
| Германия       | 12 December 2008 | Sony Music | цифровая дистрибуция, CD |
| США            | 16 декабря 2008  | J Records  | цифровая дистрибуция     |
| Канада         | 16 декабря 2008  | J Records  | цифровая дистрибуция     |